# Mc²
mc2（エムシースクエアード、通称：エムシーツー）は、MCのCO-KEY（コーキ）とトラックメイカーのMAST（マスト）からなる日本の音楽ユニット。レコード会社はデフスターレコーズ。

## メンバー

### CO-KEY
徳島県出身。トータルプロデューサー / MC。
詳しくはCO-KEYを参照。

### MAST
大阪府出身。音楽プロデューサー。2004年、関西の主要クラブでDJ、バンド等の活動をする傍ら、自身のハウスユニット『MATOI』でアメリカのWAAKO RECORDSより12inchレコード「In Forest」をリリース。その後も、海外レーベル発のコンピレーション・アルバムCDに参加する等、精力的な活動を展開する一方、その独自のセンスを織り交ぜた ヒップホップ・ミュージック・リズム・アンド・ブルース系のサウンドも制作を開始する。

## 特徴
ヒップホップ・ミュージック、ソウルミュージック、リズム・アンド・ブルース、ジャズ、ハウス、などの様々なジャンルの音楽を取り入れ、多彩な音楽性を持ち、毎回多様なジャンル・フィールドから「一曲ごとに最もハマるボーカルを迎え、新たなサウンドエナジーを創り出す！」をコンセプトに掲げたプロジェクト的ユニットである。ユニット名でもある「mc2」は、二人のイニシャル「M」と「C」が合わさり、2乗のパワーを生み出し、それがエナジーになるという、アルベルト・アインシュタインの相対性理論「E=mc2」にかけられている。
コラボレーションの実績は、AI、JAY'ED、DJ MAYUMI、Heartbeat、SA.RI.NA、 宏実、 N.O.B.B aka GP他。MVにモーグル/フリースタイルスキー競技代表選手上村愛子、モデルの安藤沙耶香、福留愛りさ、芹川有里、武田静香らも出演している。

## 経歴
MASTのサウンドがCO-KEYの耳に留まって意気投合し、mc2を結成。
2010年5月5日に配信限定1st project「サヨナラアリガトウ feat. JAY'ED,CO-KEY & Heartbeat」をリリース。異例の5タイアップソングとなり、着うたチャートのみならず、有線リクエストチャートでも上位にランクインし、話題を呼ぶ。
続いて、CO-KEYがクラブツアーに帯同するなど親交のあったAIをボーカルに迎え、配信限定2nd project「アイノウタ feat. AI & CO-KEY」を2010年6月2日に配信。上村愛子をフィーチャーしたMVも話題を呼び、着うたサイトで最高位1位、有線チャートで最高位3位を記録し、その名を知らしめる。
その後、JAY'EDとAIに加え、DJ MAYUMI、SA.RI.NA、Heartbeat、宏実、N.O.B.B a.k.a GPといったゲストを迎えたデビューミニアルバム「ENERGY」を7月7日にリリース。
2010年12月1日にCHEMISTRYのデビュー曲「PIECES OF A DREAM」へのアンサーソングである、「ユメノカケラ〜Pieces of a dream〜 feat. Heartbeat & CO-KEY」をリリース。10月度有線問合せチャート5位獲得。「ユメノカケラ〜Pieces of a dream〜 feat. Heartbeat & CO-KEY」に対し、CHEMISTRY・松尾潔は、好意的なコメントを残しており、公式サイトには記念撮影の模様がアップされている。2014年にブログの更新が停止、現在は公式サイトも閉鎖。

## ディスコグラフィー

### ミニアルバム
| 枚  | 発売日       | タイトル | 規格品番  | 最高順位 |
| --- | ------------ | -------- | --------- | -------- |
| 1st | 2010年7月7日 | ENERGY   | DFCL-1654 | 84位     |

### シングル
| 枚  | 発売日         | タイトル                                                   | 規格品番    | 規格品番  | 最高順位 |
| 枚  | 発売日         | タイトル                                                   | 初回限定盤  | 通常盤    | 最高順位 |
| --- | -------------- | ---------------------------------------------------------- | ----------- | --------- | -------- |
| 1st | 2010年12月1日  | ユメノカケラ〜Pieces of a dream〜 feat. Heartbeat & CO-KEY | DFCL-1715/6 | DFCL-1717 | 162位    |
| 2nd | 2011年11月30日 | 今夜はパーリラッ!! feat. NaNa , CO-KEY & BOY-KEN           | DFCL-1822/3 | DFCL-1824 | 142位    |

### 配信限定
| 枚  | 配信開始日   | タイトル                                             |
| --- | ------------ | ---------------------------------------------------- |
| 1st | 2010年5月5日 | サヨナラアリガトウ feat. JAY'ED , CO-KEY & Heartbeat |
| 2nd | 2010年6月2日 | アイノウタ feat. AI & CO-KEY                         |

## タイアップ
| 曲名                                                 | タイアップ                                                            |
| ---------------------------------------------------- | --------------------------------------------------------------------- |
| サヨナラアリガトウ feat. JAY'ED , CO-KEY & Heartbeat | ドワンゴ「dwango.jp」TV-CMソング                                      |
| サヨナラアリガトウ feat. JAY'ED , CO-KEY & Heartbeat | テレビ東京系『音風♪』エンディングテーマ                               |
| サヨナラアリガトウ feat. JAY'ED , CO-KEY & Heartbeat | 読売テレビ『キューン!』2010年4月度エンディングテーマ                  |
| サヨナラアリガトウ feat. JAY'ED , CO-KEY & Heartbeat | ABCテレビ『ミュージックファイル』ヘヴィー・ローテーション             |
| サヨナラアリガトウ feat. JAY'ED , CO-KEY & Heartbeat | ABCテレビ『ホップ!ステップ!シャンプー!』2010年4月度エンディングテーマ |
| アイノウタ feat. AI & CO-KEY                         | レコチョク 2010年6月度CMソング                                        |
| アイノウタ feat. AI & CO-KEY                         | フジテレビ系『ウチくる!?』2010年6月度・7月度エンディングテーマ        |
| アイノウタ feat. AI & CO-KEY                         | MUSIC ON! TV 2010年6月度下期M-ON! Recommend                           |
| アイノウタ feat. AI & CO-KEY                         | Vigo fm 2010年7月度パワープレイ                                       |
| 今夜はパーリラッ!! feat. NaNa , CO-KEY & BOY-KEN     | 中部日本放送『みちゃえる!』2011年11月度エンディングテーマ             |
| 今夜はパーリラッ!! feat. NaNa , CO-KEY & BOY-KEN     | ドワンゴ「dwango.jp」TV-CMソング                                      |
| 今夜はパーリラッ!! feat. NaNa , CO-KEY & BOY-KEN     | テレビ東京系『流派-R』2011年11月度キラーチューン                      |
| 今夜はパーリラッ!! feat. NaNa , CO-KEY & BOY-KEN     | テレビ東京系『DANCE@TV』2011年11月度エンディングレコメンド            |
| 今夜はパーリラッ!! feat. NaNa , CO-KEY & BOY-KEN     | 日本テキーラ協会公認ソング                                            |
| 今夜はパーリラッ!! feat. NaNa , CO-KEY & BOY-KEN     | エフエム徳島 2011年12月度パワープレイ                                 |